# دايفيد بيلي
دايفيد بيلي (بالإنجليزية: David Bailey)‏ هو مصور موضة ومصور بريطاني، ولد في 2 يناير 1938 في ليتونستون ‏ في المملكة المتحدة.

## وصلات خارجية
- دايفيد بيلي على موقع IMDb (الإنجليزية)
- دايفيد بيلي على موقع الموسوعة البريطانية (الإنجليزية)
- دايفيد بيلي على موقع ميوزك برينز (الإنجليزية)
- دايفيد بيلي على موقع ديسكوغز (الإنجليزية)
- دايفيد بيلي على موقع قاعدة بيانات الفيلم (الإنجليزية)